# مركز استهداف تمويل الإرهاب
المركز الدولي لاستهداف تمويل الإرهاب تأسس في مايو 2017 في العاصمة السعودية الرياض، برئاسة مشتركة بين المملكة العربية السعودية (رئاسة أمن الدولة) والولايات المتحدة الأمريكية (وزارة الخزانة)، وعضوية دول الخليج.

## الأهداف والمهام
- قمع تمويل الأنشطة الإرهابية.
- تصنيف الأفراد والكيانات الممولة للإرهاب.
- الإعلان عن قوائم الأفراد والكيانات المتورطة.
- بناء شراكات وثيقة بين شركاء المركز.
- فرض الجزاءات بحق المتورطين في تمويل أنشطة الإرهاب.
- توفير المساعدة الفنية وبناء قدرات للجهات والدول التي تطلب ذلك.